# Hoshi o ou kodomo
Hoshi o ou kodomo (星を追う子ども, Hoshi wo ou kodomo; bokstavligen: 'Barn som jagar stjärnor'; internationell festivaltitel: Children Who Chase Lost Voices from Deep Below) är en japansk animerad film från 2011. Den är skapad och regisserad av Makoto Shinkai. Filmen är hans längsta produktion hittills och beskrivs som en "livlig" animerad film med äventyr, action och romantik centrerad kring en pigg och engagerad flicka på en resa för att säga "adjö".

## Handling
Asuna Watase har vuxit upp tillsammans med en ensamstående mor, som arbetar långa skift som sjuksköterska på ett sjukhus, efter att fadern i familjen dött. Asuna ägnar stora delar av sin lediga tid åt att lyssna på mystisk musik som strömmar ut från hennes gamla kristallradio, en minnesgåva från hennes far.
En dag attackeras hon av en skräckinjagande varelse på en bro men räddas av en mystiskt uppdykande pojke som kallar sig Shun. Nästa dag träffas de igen. Asuna sköter om Shuns skador efter kampen mot varelsen och de lyssnar båda på Asunas radio. Shun berättar för Asuna att han är från landet Agartha och att han letar efter något. Han kysser henne på pannan som en välsignelse. Asuna, något chockad över kyssen, ger sig av och ropar att de ska ses nästa dag också. Något som dock inte sker.
Så börjar filmen, som fortsättningsvis präglas av ett par personers jakt efter personer de hållit kära.

## Rollfigurer
- Asuna Watase (渡瀬 明日菜 (アスナ); japansk röst: Hisako Kanemoto)

En 11-12-årig flicka som tvingats växa upp snabbt efter sin fars död.
- Ryūji Morisaki (森崎 竜司; Kazuhiko Inoue)

Skolvikarie i Asunas skola som verkar veta mycket om landet Agartha.
- Shun (シュン; Miyu Irino)

En mystisk pojke från landet Agartha som Asuna blir förtjust i, efter att han dykt fram som en räddande ängel på en bro.
- Shin (シン; Miyu Irino)

Shuns yngre bror.

## Teman och inspiration
Makotos favoritfilm är Laputa – slottet i himlen. Hoshi wo ou kodomo innehåller flera direkta paralleller till Miyazakis film. I båda filmerna är kristaller med magiska krafter centrala motiv. Skolläraren Morisaki drivs att söka upp den underjordiska världen Agartha med samma iver som den Miyazakis figur Muska jagar efter den svävande ön Laputa. Båda rollfigurerna visar stor hänsynslöshet i sin jakt och lämnar medarbetare i sticket. Både Laputa (hos Miyazaki) och Agartha (hos Shinkai) utmålas som parallella världar som spelat stor roll i viktiga skeden i mänsklighetens historia. Både Laputa och Agartha ses som alternativa världar hotade av makthungriga människor.

## Produktion och distribution

### Produktion
Shinkai ägnade år 2008 i London, efter att han färdigställt sin Byōsoku go centimetre. Han återvände 2009 till Japan inför starten på sitt nästa filmprojekt. December 2009 släppte han två konceptteckningar och nämnde att hans verk under det senaste årtiondet varit berättelser om människor som fått lov att skiljas från sina kära, och att han ville arbeta ett steg längre med det här temat – mer specifikt hur en människa gör för att klara av att komma över sin saknad.
November 2010 avslöjade han titeln, premiärdatum samt presenterade en kort trailer för filmen. Där avslöjades också att Shinkai både var regissör och manusförfattare. Takayo Nishimura skulle ta hand om figurgestaltning och översyn över animationen. Takumi Tanji skulle vara "konstnärlig ledare", och musiken skulle återigen skrivas av Tenmon.
Inför filmens biopremiär maj 2011 började manga-bearbetningar av berättelsen publiceras under april, i det första numret av nystartade serietidningen Monthly Comic Gene samt i Monthly Comic Flapper, båda utgivna på Media Factory-förlaget.

### Distribution
Filmen hade japansk biopremiär 7 maj 2011. Den släpptes i Japan på DVD och Blu-ray 25 november 2011.
Juli 2012 gavs filmen ut i Frankrike på DVD och Blu-ray, som Voyage vers Agartha. Den hade då, förutom japanska och franska, en nederländsk textning och både italiensk dubb och textning. Under 2012 syntes filmen på olika internationella filmfestivaler och via begränsade biopremiärer, bland annat i USA. November 2012 släpptes filmen på DVD och Blu-ray i USA (under titeln Children Who Chase Lost Voices). Januari 2013 släpps filmen på DVD i Storbritannien (under titeln Journey to Agartha). Den amerikanska filmtiteln är en något kortare version av den internationella filmfestivaltiteln Children Who Chase Lost Voices from Deep Below.